# Herman Lindqvist

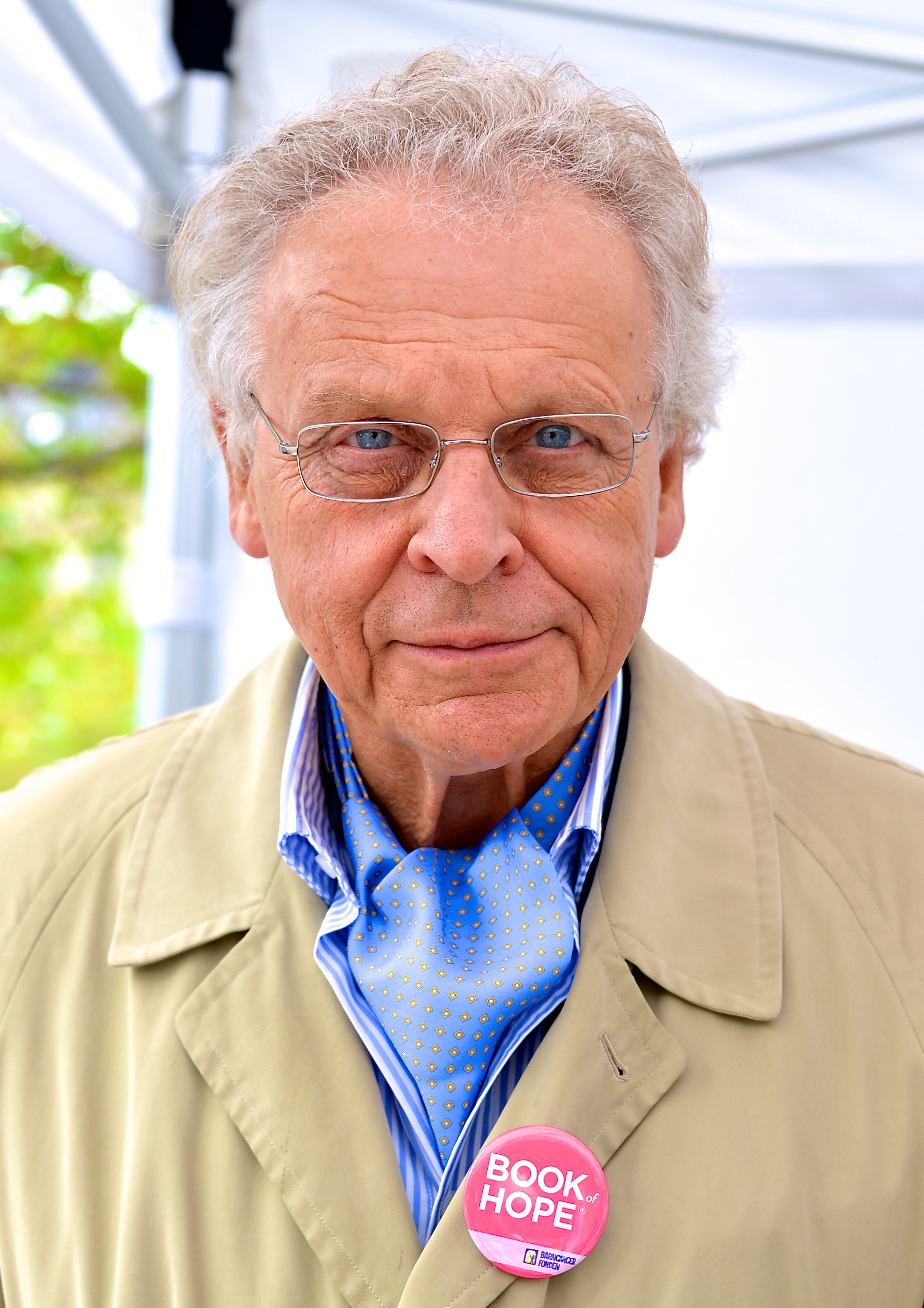
Herman Lindqvist

Herman Lindqvist (* 1. April 1943 in Stockholm) ist ein schwedischer Schriftsteller, Journalist und Populär-Historiker.
Lindqvist war Auslandskorrespondent in Prag, Paris, Beirut, Hongkong, Bangkok, Kairo, Tokio und Madrid. Dort beschäftigte er sich hauptsächlich mit Krieg und Katastrophen und schrieb über seine Aufenthalte u. a. Causeriebücher.
In den letzten Jahren wurde er bekannt mit seinem populär-historischen Fernsehprogramm und der Bücherserie Die Geschichte Schwedens (Historien om Sverige), die in großen Auflagen verkauft wurde.
Man bezeichnet ihn oft als Royalisten, denn in seinen Texten stehen in traditioneller Weise das Königshaus und andere Persönlichkeiten im Mittelpunkt, während soziale und ökonomische Veränderungen wenig Raum finden.

## Biografie
Immer an der schwedischen Geschichte interessiert, wuchs er nach dem Zweiten Weltkrieg als jüngstes von sechs Geschwistern in der schwedischen Botschaft in Helsinki auf. Lindqvists Vater war Presseattaché und so kam er zu Hause früh mit einer großen Anzahl Auslandskorrespondenten in Kontakt.
Mit 22 Jahren begann er seine Karriere bei der Zeitung Stockholms Tidningen, arbeitete dann bei der Göteborger Handels- und Seefahrtszeitung, der Boulevardzeitung Aftonbladet, der Zeitung Expressen, dem Schwedischen Fernsehen und Radio. Seit 1990 ist er freischaffender Schriftsteller, wohnte aber in Schweden nur 7 Jahre seines Lebens.
Zurzeit lebt Lindqvist in Chambourcy in der Nähe von Paris. Er ist ein Adoptiv-Ur-Enkel von Herman Lindqvist (1863–1932), Enkel des Schriftstellers Leon Larsson, seit 1979 mit Birgitta Lindqvist verheiratet und der Vater von Elin, Johan, Liva, Peter und Lena Lindqvist.
2012 entsetzte er sich über die Vornamen der schwedischen Kronprinzessin Estelle von Schweden nach ihrer Geburt. Er bezeichnete sie als „total unerwartet und unpassend“ und „Namen einer Nachtklub-Königin“. Mit seinen Äußerungen löste er eine Diskussion in der schwedischen Presse und im Internet aus.

## Bücher
- 1969 – Tjeckoslovakien 1968
- 1980 – Strax före deadline
- 1984 – Japaner, japaner, japaner
- 1988 – Gallfeber
- 1989 – Rapporter från Mittens Rike
- 1989 – Revolution!
- 1990 – Caramba! säger dom aldrig
- 1991 – Historien om Spanien
- 1991 – Axel von Fersen - kvinnotjusare och herreman
- 1992 – På landet i Paris eller Tillbaka till plöjorna
- 1992–2002 – Historien om Sverige
- 1993 –  Columbus
- 1993 – Europa är vi allihopa
- 1993 – Fjärran han drumlar eller Så kan det gå när inte tagelskjortan är på
- 1993 – En vandring genom den svenska historien
- 1995 – Brödrafolkens fel
- 1996 – Med en gnutta fax
- 1997 – Herman i Frankrike
- 1999 – Nu dog du: bombernas århundrade
- 1999 – Den svenska skogens historia
- 2000 – Drömmar och verklighet
- 2000 – Strax före deadline
- 2001 – Hermans historia
- 2002 – Tacka katten för det
- 2002 – Historien om Ostindiefararna
- 2003 – Krokodilen
- 2004 – Napoleon
- 2005 – Rubinen
- 2006 – Carl XVI Gustaf-porträtt i tiden
- 2006 – Mordet på Axel von Fersen
- 2006 – Historien om alla Sveriges drottningar - Från myt och helgon till drottning i tiden
- 2007 – Blå tummen: med prinsessornas hopkok
- 2008 – Madame de Pompadour
- 2009 – Jean Bernadotte – mannen vi valde
- 2009 – Victoria – drottning med tiden
- 2010 – Kungligt och mänskligt
- 2010 – Kungliga frierier
- 2011 – Ludvig XIV: Solkungen
- 2012 – Mitt i allt (Autobiografie)
- 2013 – När Finland var Sverige
- 2015 – Våra Kolonier
- 2016 – De vilda Vasarna - En våldsam historia
- 2017 – Mannerheim - Marsken, masken, myten
- 2018 – Bernadotte – För Sverige hela tiden
- 2019 – Sverige-Polen – Tusen år av kärlek och krig
- 2020 – Historien om Sverige: från istid till framtid - så blev de första 14000 åren
- 2021 – Erik – Nordens härskare och sjörövarkung
- 2022 – Oscar II – Den Konungsligaste Av Alla Kungar